# Udotea geppiorum
Espèce
Udotea geppiorum, nommée Udotea geppii par ITIS (1 mai 2013), est une espèce d'algues vertes de la famille des Udoteaceae.

## Description
Le thalle de cette algue est d'un vert léger. Il est composé de segments en forme d'éventail divisés en zones concentriques surmontant un grand crampon en forme de bouteille. Le thalle atteint 6,5 cm de longueur ; le crampon mesure jusqu'à 8 cm de longueur.

## Répartition et habitat
Cette espèce vit dans les eaux récifales peu profondes des zones tropicales de l'ouest du Pacifique.

### Sous le nomUdotea geppiorum
- (en) AlgaeBase : espèce Udotea geppiorum Yamada 1930 (consulté le 2 mai 2013)
- (en) WoRMS : espèce Udotea geppiorum Yamada, 1930 (consulté le 2 mai 2013)

### Sous le nomUdotea geppii
- (en) Catalogue of Life : Udotea geppii Yamada
- (fr + en) ITIS : Udotea geppii  Yamada